# Martinice u Onšova
Martinice u Onšova település Csehországban, a Pelhřimovi járásban. Martinice u Onšova Chýstovice, Chyšná, Košetice, Studený, Křivsoudov és Onšov településekkel határos. Lakosainak száma 54 fő (2024. január 1.).

## Népesség
A település lakosságának változását az alábbi diagram mutatja:
| Lakosok száma | 220  | 211  | 194  | 124  | 78   | 53   | 58   | 56   | 55   | 54   |
|               | 1869 | 1890 | 1921 | 1950 | 1980 | 2001 | 2017 | 2019 | 2022 | 2024 |